# Église Saint-Pierre de Dampierre
Pour les articles homonymes, voir Église Saint-Pierre et Saint Pierre.
Ne doit pas être confondu avec Église Saint-Laurent et Notre-Dame de Gargilesse-Dampierre.
L'église Saint-Pierre de Dampierre est une église catholique française. Elle est située sur le territoire de la commune de Gargilesse-Dampierre, dans le département de l'Indre, en région Centre-Val de Loire.

## Situation
L'église se trouve dans la commune de Gargilesse-Dampierre, à cinq kilomètres du bourg de Gargilesse. Elle est située dans la région naturelle du Boischaut Sud. L'église dépend de l'archidiocèse de Bourges, du doyenné du Val de Creuse et de la paroisse d'Éguzon-Orsennes.

## Histoire
L'église fut construite entre le XIIe siècle et le XVIIIe siècle. 
L'édifice est inscrit au titre des monuments historiques, par arrêté du 11 mai 11 mai 1932.

## Description
Cette église romane, harmonieuse dans ses proportions, a un clocher caractéristique en bardeaux de châtaignier. Dans la chapelle droite se trouve la pierre tombale de Pierre de Muzard (vers 1595-1631), seigneur de Chanlebon et de Forges.

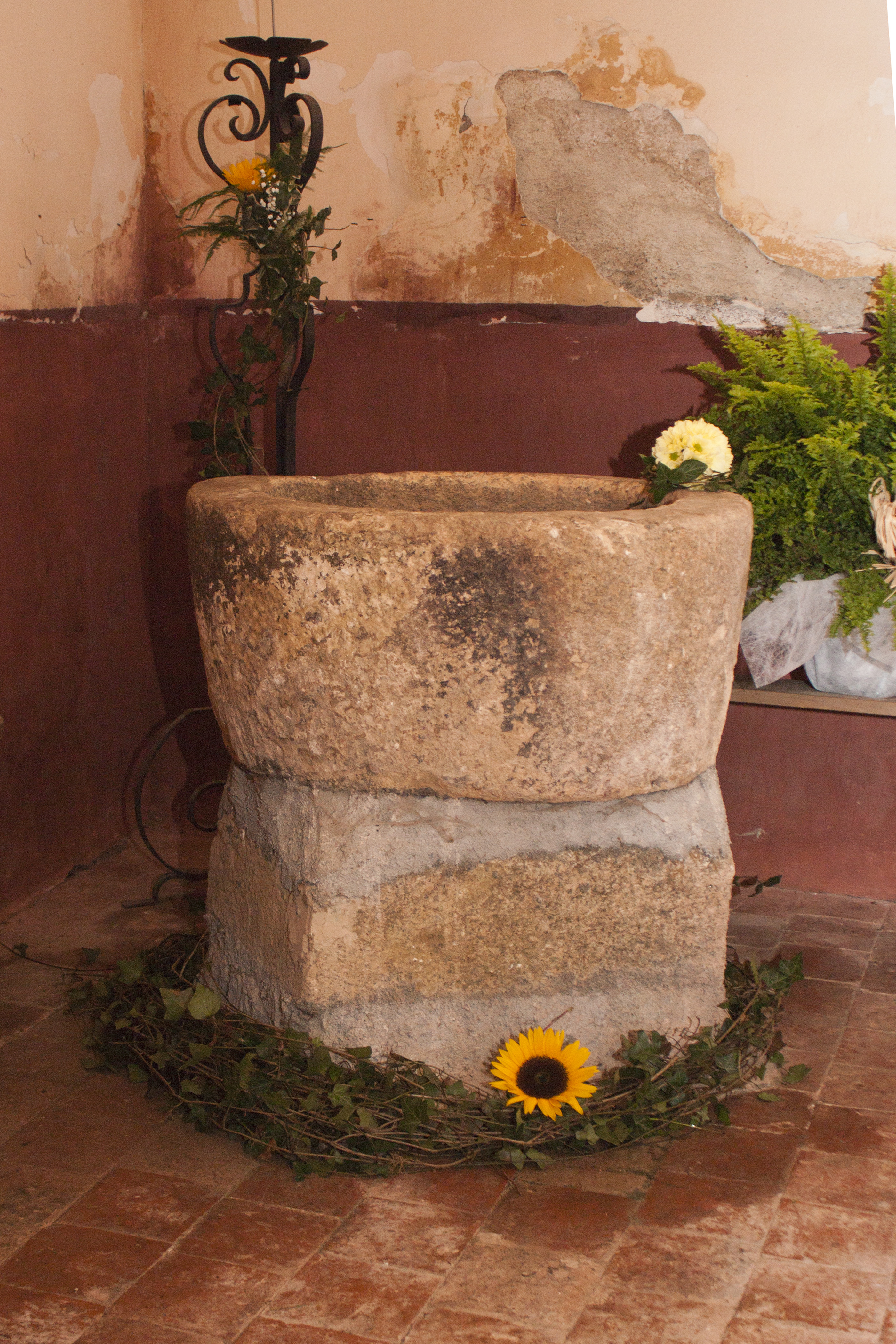
Les fonts baptismaux, en 2012.

## Galerie

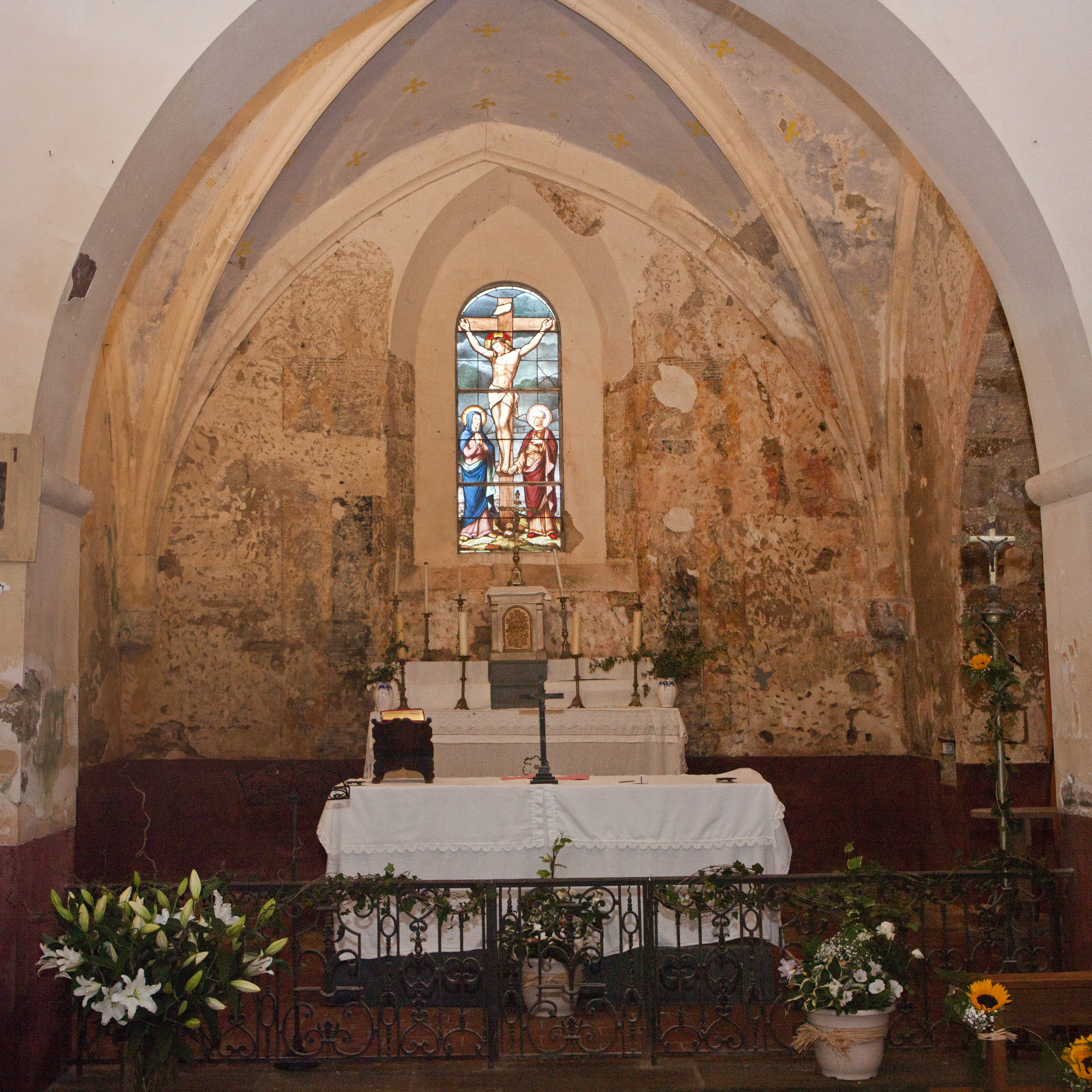
L'abside, en 2012.
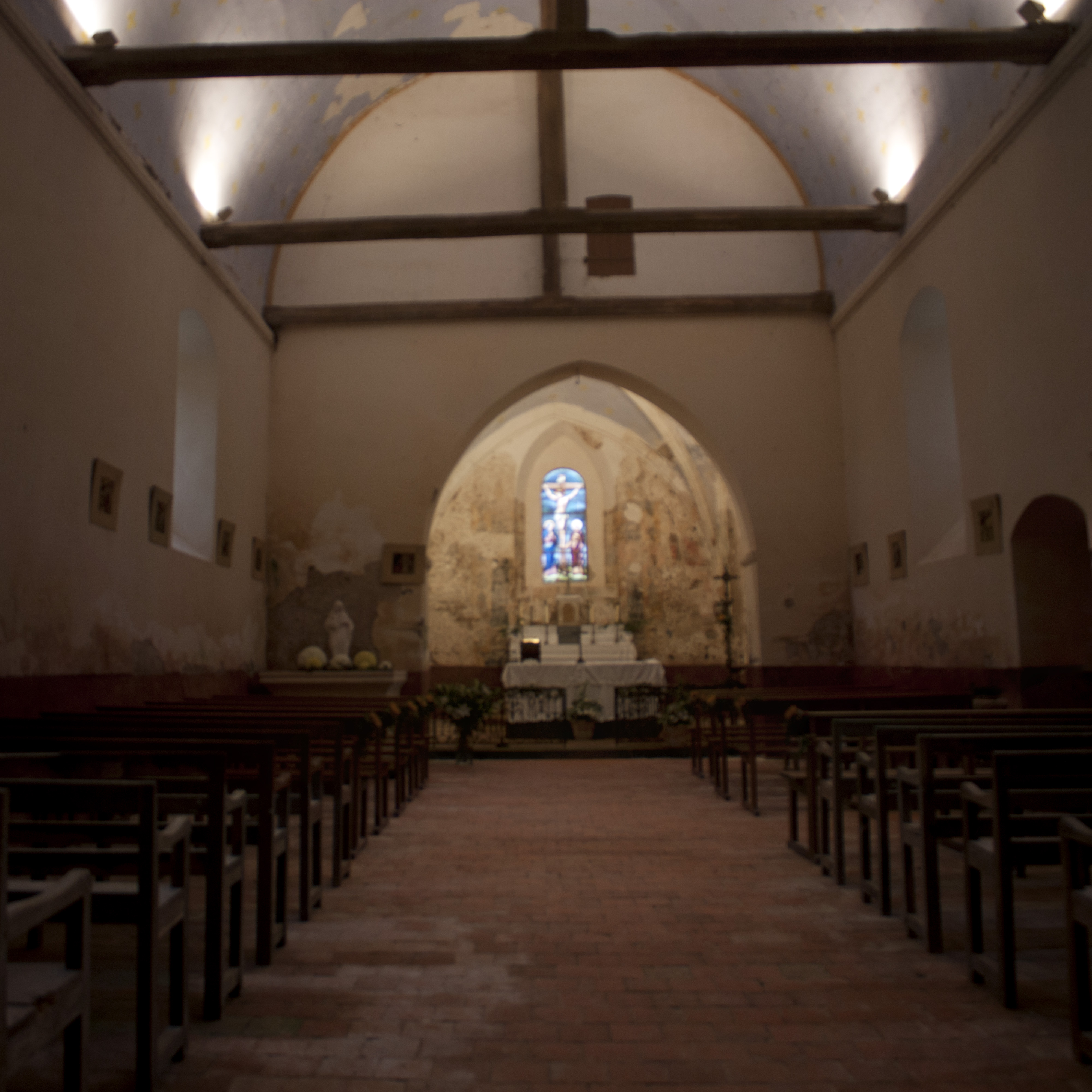
La nef, en 2012.
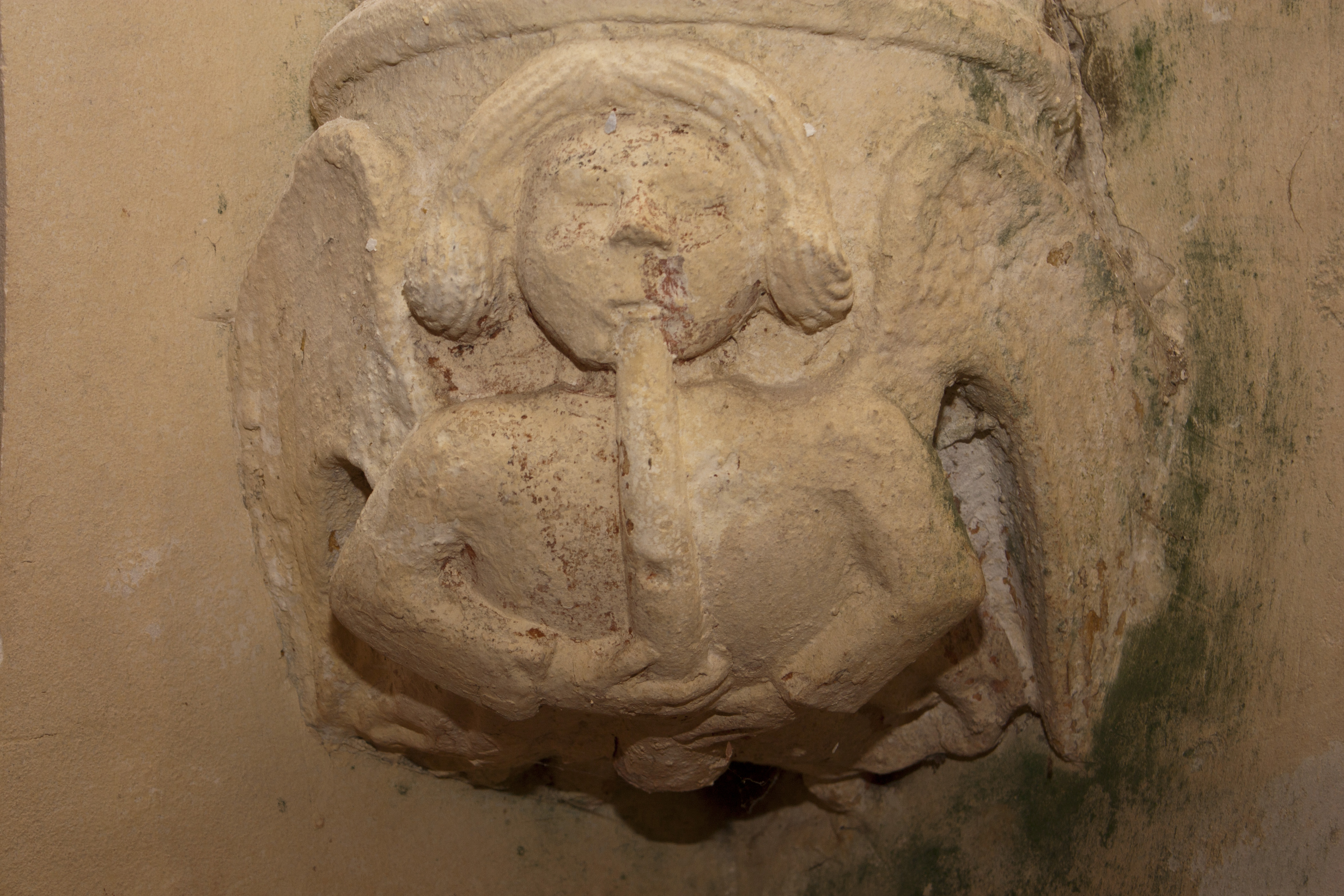
Le cul de lampe, en 2012.
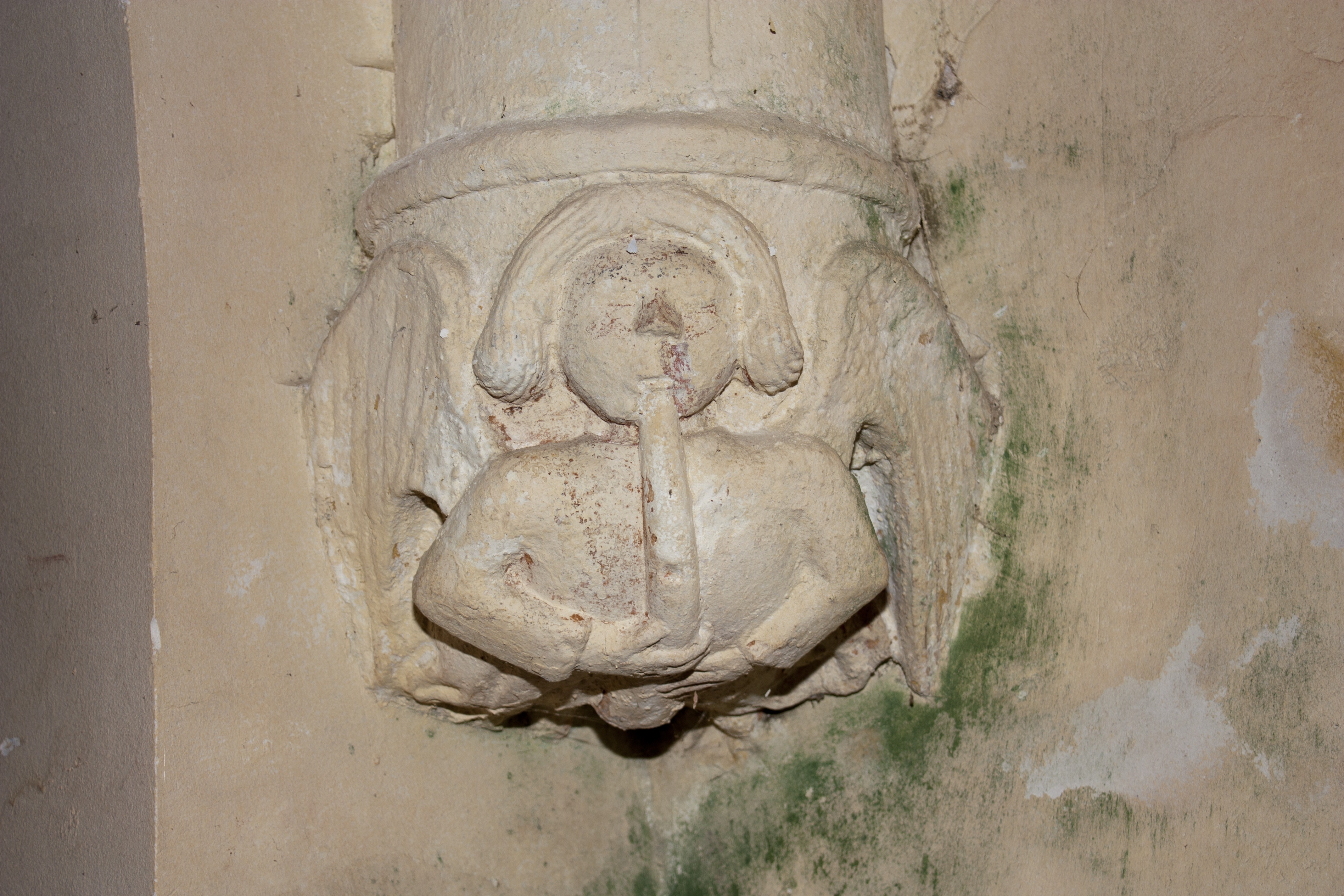
Le cul de lampe, en 2012.
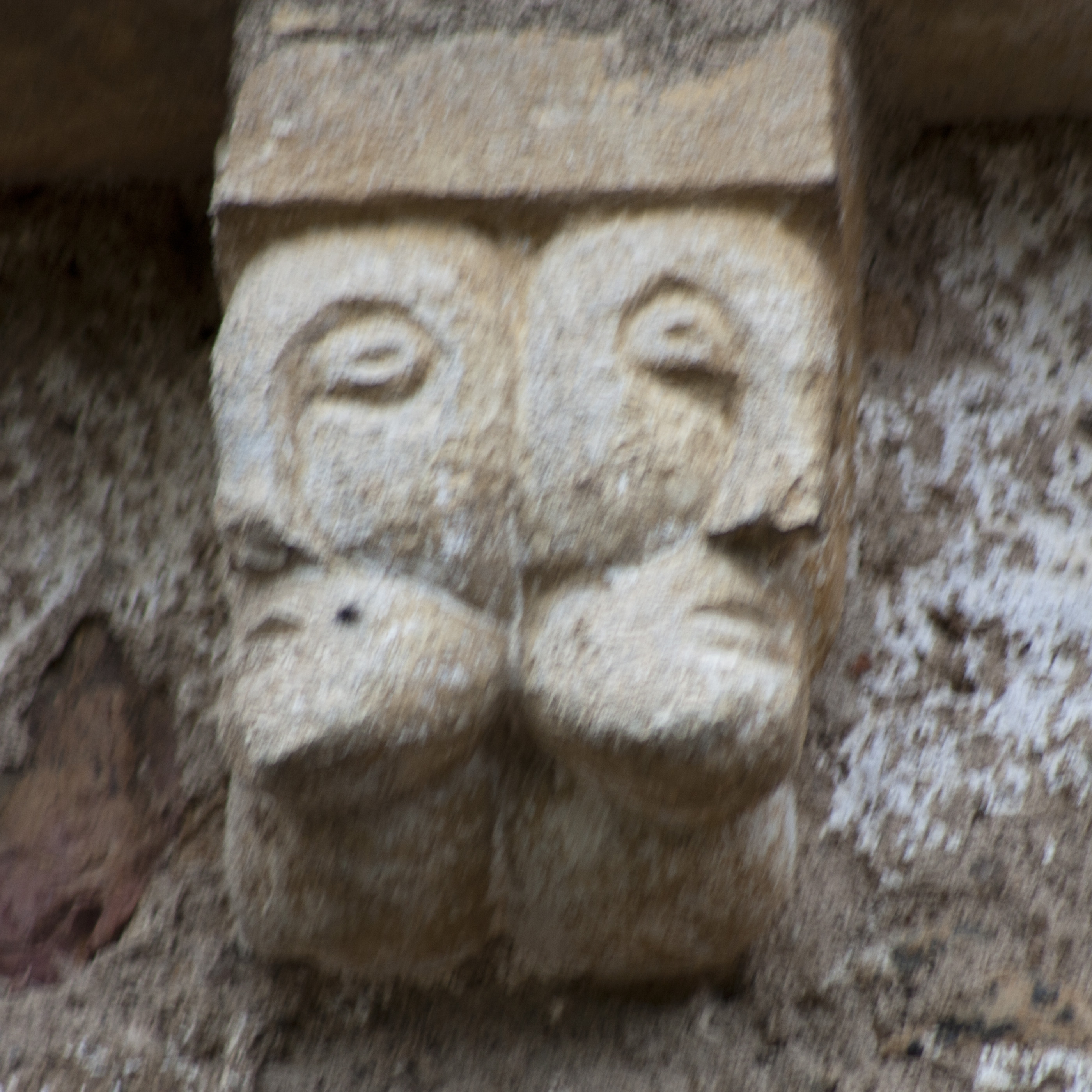
Le modillon, en 2012.